# União das Freguesias de Vila Nova de Cerveira e Lovelhe
Die União das Freguesias de Vila Nova de Cerveira e Lovelhe ist eine portugiesische Gemeinde (Freguesia) im Kreis (Concelho) Vila Nova de Cerveira im Nordwesten Portugals.

## Geschichte
Die Gemeinde entstand im Zuge der Gebietsreform vom 29. September 2013 durch die Zusammenlegung der ehemaligen Gemeinden Vila Nova de Cerveira und Lovelhe. Vila Nova de Cerveira wurde Sitz der neuen Verwaltung.

## Demographie
| Freguesia | Freguesia                       | Freguesia | Freguesia       | ehemalige Freguesias | ehemalige Freguesias  | ehemalige Freguesias | ehemalige Freguesias |
| --------- | ------------------------------- | --------- | --------------- | -------------------- | --------------------- | -------------------- | -------------------- |
| Wappen    | Freguesia                       | Einwohner | Fläche in (km²) | Wappen               | Freguesia             | Einwohner            | Fläche in (km²)      |
|           | Vila Nova de Cerveira e Lovelhe | 1780      | 6,9             |                      | Vila Nova de Cerveira | 1457                 | 3,53                 |
|           | Vila Nova de Cerveira e Lovelhe | 1780      | 6,9             | Lovelhe              | 443                   | 3,37                 |                      |